# Lasius californicus
Lasius californicus es una especie de hormiga del género Lasius (y, dentro de él, del subgénero Acanthomyops, considerado antes como género aparte). 
La especie L. californicus es autóctona de los Estados Unidos. Fue descrita por Wheeler en 1917.